# Gabriele Gramelsberger
Gabriele Gramelsberger (* 30. September 1964 in München) ist eine deutsche Philosophin und Wissenschaftstheoretikerin. Sie hat seit 2017 den Lehrstuhl für Wissenschaftstheorie und Technikphilosophie an der RWTH Aachen inne. Zu den Schwerpunkten ihrer Forschung gehört der Einfluss der Informationstechnologie auf Wissenschaft und Gesellschaft.

## Leben und Wirken
Nach ihrem Studium der Philosophie an der Universität Augsburg war Gramelsberger von 1996 bis 1999 Wissenschaftliche Mitarbeiterin am Institut für Neue Medien in Frankfurt am Main. Anschließend absolvierte sie von 1998 bis 1999 ein Postgraduiertes Studium an der Jan van Eyck Academie in Maastricht. Im Jahr 2001 promovierte sie in Wissenschaftsphilosophie an der FU Berlin.
Von 2002 bis 2007 war Gramelsberger Mitglied in der Förderinitiative „Science Policy Studies“ der Berlin-Brandenburgischen Akademie der Wissenschaften zum Thema „Computersimulationen – Neue Instrumente der Erkenntnisproduktion (Fallbeispiele: Klimamodellierung und Biologie)“. Im Jahr 2008 war sie Gastwissenschaftlerin am Max-Planck-Institut für Meteorologie in Hamburg. Anschließend übernahm sie von 2009 bis 2012 die Leitung des BMBF-Verbundprojekts „Lebendige Algorithmen & Zelluläre Maschinen“ zur zunehmenden Verschränkung von Bio- und Informationstechnologie der Freien Universität Berlin.
Während Gramelsberger von 2014 bis 2016 als Fellow am Forscherkolleg Medienkulturen der Computersimulation der Deutschen Forschungsgemeinschaft an der Leuphana Universität Lüneburg und zwischenzeitlich als Fellow am Internationalen Kolleg für Kulturtechnikforschung und Medienphilosophie der Bauhaus-Universität Weimar forschte, habilitierte sie sich im Jahr 2015 in Philosophie am Fachbereich Gesellschafts- und Geschichtswissenschaften der Technischen Universität Darmstadt.
Anschließend war Gramelsberger bis 2017 als Professorin für die Philosophie digitaler Medien an der Universität Witten/Herdecke tätig und wurde 2017 als ordentliche Professorin auf den Lehrstuhl für Wissenschaftstheorie und Technikphilosophie an die RWTH Aachen berufen. Von 2018 bis 2023 war sie von der DFG berufenes Mitglied der Allianz-Initiative „Digitale Information“. 2018 gründete sie mit Unterstützung des Stifterverbandes (NRW Digital Fellowship) das Computational Science Studies Lab (CSS-Lab) an der RWTH Aachen. Darüber hinaus ist sie seit 2019 Ordentliches Mitglied der Geisteswissenschaftlichen Klasse der Nordrhein-Westfälischen Akademie der Wissenschaften und der Künste. 2023 erhielt sie den Barwise-Preis.
In der Funktionsperiode 2020 bis 2024 ist sie Mitglied des Wissenschaftlichen Beirates des Deutschen Museums München und in der Funktionsperiode 2023 bis 2028 des Universitätsrates der Universität für künstlerische und industrielle Gestaltung Linz.
2023 erhielt sie den K. Jon Barwise für „bedeutende und nachhaltige Beiträge im Bereich Philosophie und Computing“ der APA American Philosophical Association. Der Preis wird jährlich seit 2002 vergeben, u. a. an Daniel Denett, Joseph Weizenbaum, David Chalmers, Helen Nissenbaum, Hubert Dreyfus, Deborah Johnson, Jaakko Hintikka, Luciano Floridi.

## Schriften
- Gabriele Gramelsberger (2023): Philosophie des Digitalen zur Einführung, Hamburg: Junius.
- Kaminski, Andreas, Gabriele Gramelsberger, Dirk Scheer (eds., 2023): Modeling for policy and technology assessment: Challenges from computerbased simulations and artificial intelligence, (Special Issue). TATuP Journal for Technology Assessment in Theory and Practice 32/1.
- Gabriele Gramelsberger (2020): Operative Epistemologie. (Re-)Organisation von Anschauung und Erfahrung durch die Formkraft der Mathematik, Hamburg: Meiner.
- Philipp Fischer, Gabriele Gramelsberger, Christoph Hoffmann, Hans Hofmann, Hannes Rickli, Hans-Jörg Rheinberger (eds., 2020): Natures of Data. A Discussion between Biology, History and Philosophy of Science and Art, Zürich/Berlin: diaphanes / The University of Chicago Press.
- Matthias Heymann, Gabriele Gramelsberger, Martin Mahony (eds., 2017): Cultures of Prediction in Atmospheric and Climate Science: Epistemic and Cultural Shifts in Computer-based Modelling and Simulation, (Routledge Environmental Humanities), London: Routledge/Francis & Taylor.
- Gabriele Gramelsberger, Peter Bexte, Werner Kogge (Hrsg., 2014): Synthesis. Zur Konjunktur eines philosophischen Begriffs in Wissenschaft und Technik, Bielefeld: Transcript.
- Gabriele Gramelsberger, Tarja Knuuttila, Axel Gelfert (eds., 2013): Philosophical Perspectives on Synthetic Biology (Special Issue), Studies in History and Philosophy of Biological and Biomedical Sciences, 44(2).
- Gabriele Gramelsberger; Johann Feichter (eds., 2011): Climate Change and Policy. The Calculability of Climate Change and the Challenge of Uncertainty, Heidelberg/Berlin/New York: Springer.
- Gabriele Gramelsberger (ed., 2011/2015): From Science to Computational Sciences. Studies in the History of Computing and its Influence on Today's Sciences, Zürich/Berlin: diaphanes / The University of Chicago Press 2015.
- Gabriele Gramelsberger (2010): Computerexperimente. Zum Wandel der Wissenschaft im Zeitalter des Computers, Bielefeld: Transcript.